# Chesterfield, New York
Chesterfield är en kommun (town) i Essex County i delstaten New York. Kommunens invånarantal var 2 445 personer enligt 2010 års folkräkning.